# Чеканиби (Перуђа)
Чеканиби је насеље у Италији у округу Перуђа, региону Умбрија.
Према процени из 2011. у насељу је живело 25 становника. Насеље се налази на надморској висини од 249 м.